# Muhlenbergia pungens
Muhlenbergia pungens är en gräsart som beskrevs av George Thurber. Muhlenbergia pungens ingår i släktet muhlygräs, och familjen gräs. Inga underarter finns listade i Catalogue of Life.

## Bildgalleri

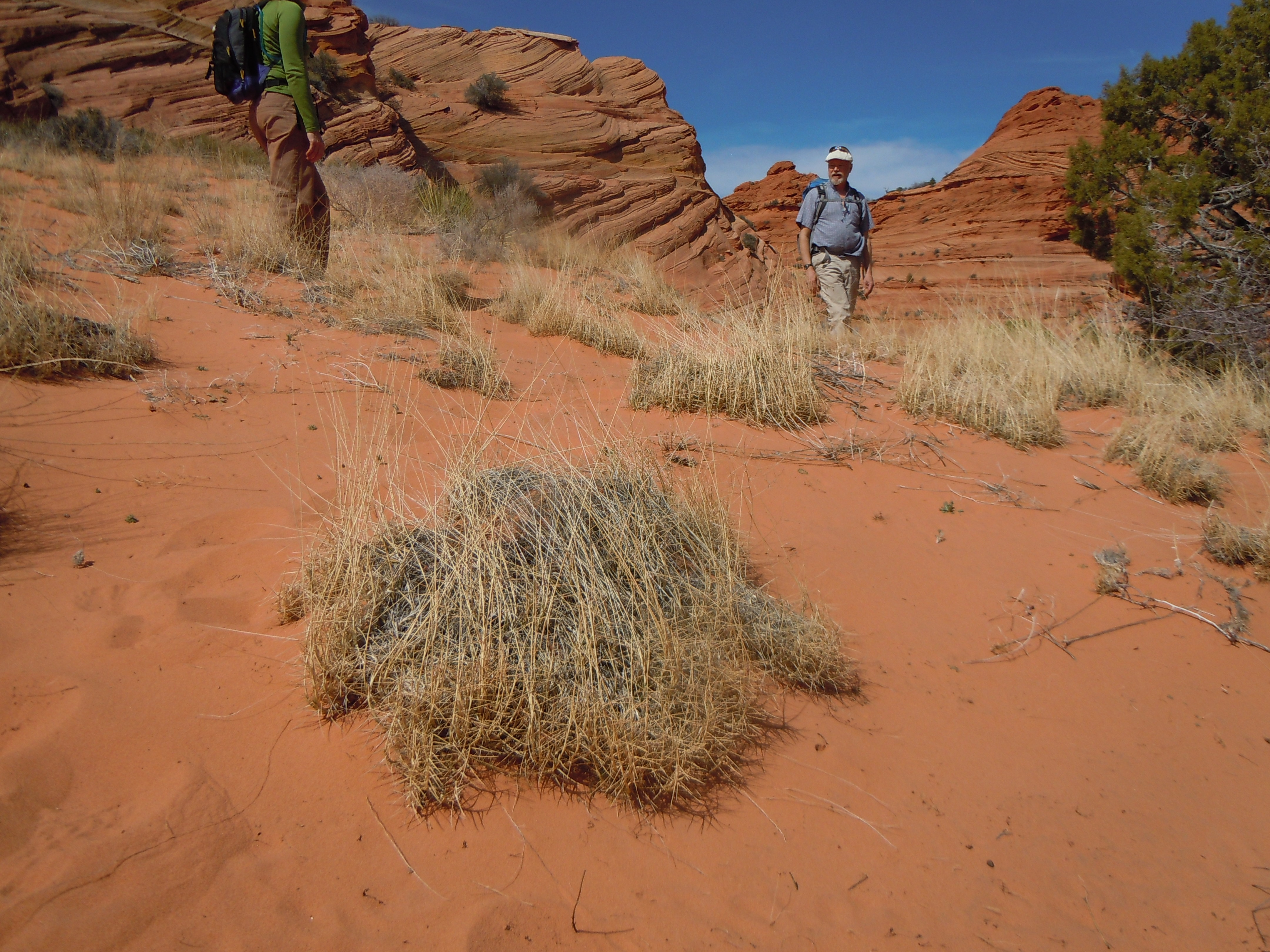
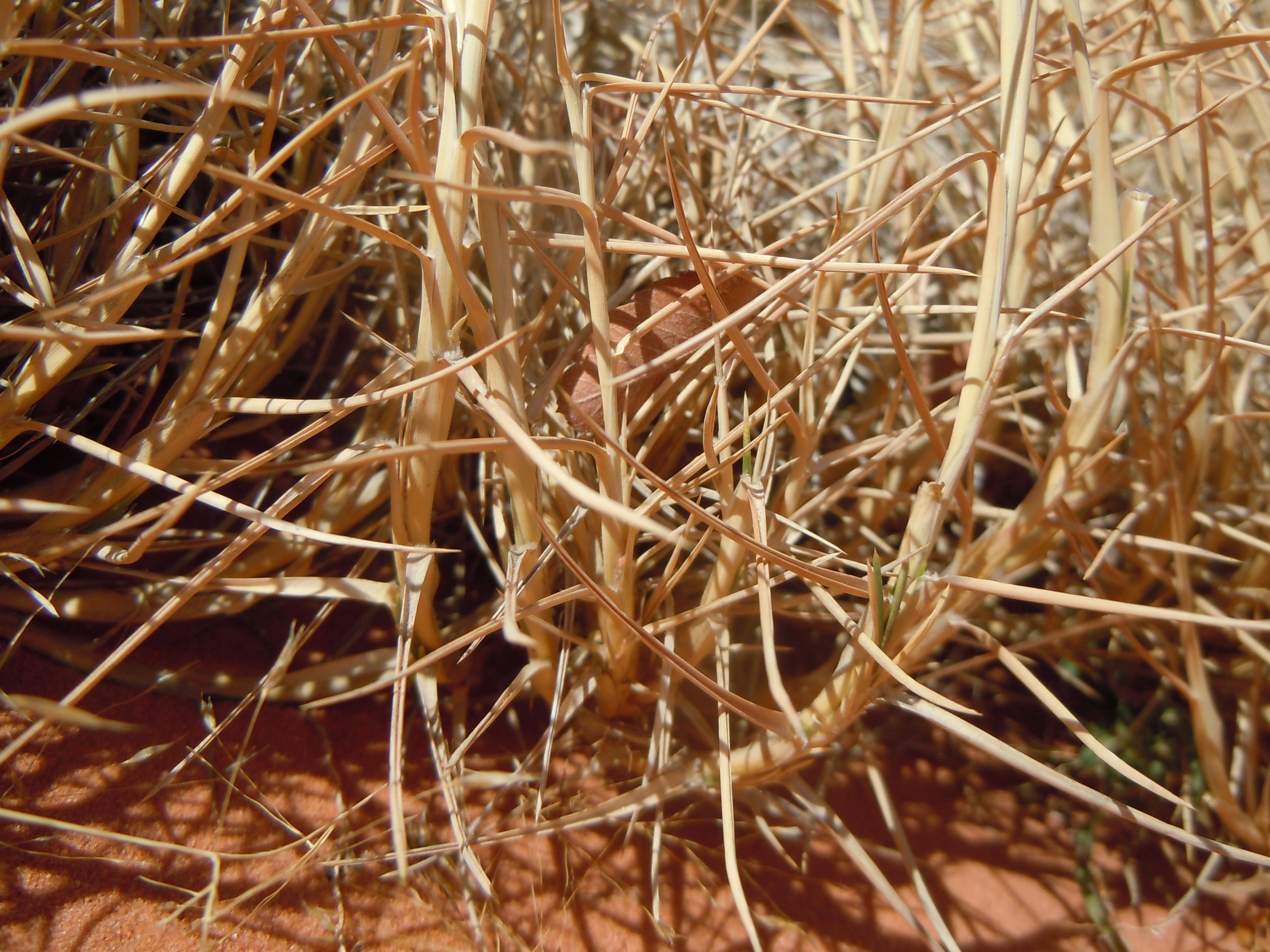